# Майкл Стін
Майкл Френсіс Стін (англ. Michael Francis Stean; нар. 4 вересня 1953) — англійський шаховий гросмейстер, автор шахових книг і податковий консультант.

## Життєпис
У період 1977—1981 допомагав Віктору Корчному як тренер-секундант. У 1978 році разом із Реймондом Кін i Яківом Мурей був секундантом Корчного під час його матчу за звання чемпіона світу 1978 року проти Анатолія Карпова. Стін був секундантом Корчного також під час його матчу за звання чемпіона світу 1981 року.
У 1982 році, у віці 29 років і більш-менш у розквіті гри в шахи, Майкл Стін пішов із шахів, щоб стати податковим консультантом; рішення, про яке він, схоже, не шкодував, оскільки в наступні роки не було жодних спроб повернутися до гри в шахи. Він приєднався до податкових консультантів «Casson Beckman» на початку 1984 року. Проте Стін деякий час був менеджером Найджела Шорта.